# Чероки (округ, Алабама)
Че́роки (англ. Cherokee County) — округ в США, штате Алабама. Официально образован в 1836 году. По состоянию на 2000 год, численность населения составляла 23 988 человек. Административный центр округа — Сентер.

## География
По данным Бюро переписи США, общая площадь округа — 1553,9 км², из которых 1432,6 км² — суша, а 121,3 км² или 7,81 % — это водоемы.

### Соседние округа
|       |                 | Де-Калб              | Чаттуга (шт. Джорджия) |  |
| Этова | север           | Флойд (шт. Джорджия) |                        |  |
| Этова | Чероки          | Флойд (шт. Джорджия) |                        |  |
| Этова | юг              | Флойд (шт. Джорджия) |                        |  |
|       | Клиберн, Калхун | Полк (шт. Джорджия)  |                        |  |

## Демография
По данным переписи населения 2000 года в округе проживало 23 988 жителей, в составе 9719 хозяйств и 7201 семей. Плотность населения была 17 чел. на 1 квадратный километр. Насчитывалось 14 025 жилых домов. Расовый состав населения был 92,83 % белых, 5,54 % чёрных или афроамериканцев, и 0,83 % представители двух или более рас. 0,85 % населения являлись испаноязычными или латиноамериканцами.
Из 9719 хозяйств 28,9 % воспитывают детей возрастом до 18 лет, 61,4 % супружеских пар живущих вместе, 9,2 % женщин-одиночек, 25,9 % не имели семей. 23,9 % от общего количества живут самостоятельно, 10,4 % — лица старше 65 лет, живущие в одиночку. В среднем на каждое хозяйство приходилось 2,43 человека, среднестатистический размер семьи составлял 2,86 человека.
Показатели по возрастным категориям в округе были следующие: 22,2 % жители до 18 лет, 7,6 % от 18 до 24 лет, 27,6 % от 25 до 44 лет, 26,7 % от 45 до 64 лет, и 15,9 % старше 65 лет. Средний возраст составлял 40 лет. На каждых 100 женщин приходилось 96,7 мужчины. На каждых 100 женщин в возрасте 18 лет и старше приходилось 93,5 мужчины.